# Aleksandr Kotlyarov
Aleksandr Sergeyevich Kotlyarov (tiếng Nga: Александр Серге́евич Котляров; sinh ngày 30 tháng 12 năm 1983) là một cầu thủ bóng đá người Nga. Anh thi đấu cho F.K. Luch-Energiya Vladivostok.